# Obchodní dům Prior (Cheb)
Obchodní dům Prior je stavba stojící na ulici Svobody nedaleko náměstí Krále Jiřího z Poděbrad v Chebu. Stavba budovy byla zahájena roku 1983 poté, co v roce 1978 proběhla za pomoci 250 kg trhaviny demolice několika původních domů.
Architektem budovy o plošné výměře 2500 metrů čtverečních byl brněnský Státní projektový ústav obchodu. Nový obchodní dům byl pro veřejnost otevřen 1. prosince 1986. Hned první den tržby dosáhly 2 milionů korun.

## Původní zástavba
Na místě současného obchodního domu původně staly dva domy, které s největší pravděpodobností navrhl chebský architekt Adam Haberzettl. Jednalo se o domy Petra Ludwiga a Nicolase Schneidera. Petr Ludwig byl obchodníkem s moukou, solí a tabákem.
V domě Niklas Schneidra se nacházely obchody, především s oblečením. V domě začínal se svou živností mimo jiné Hans Stocker, který si později vybudoval svůj vlastní Módní dům, který stál taktéž v ulici Svobody. Před první světovou válkou v domě sídlili následující obchodníci: modistka Anna Prokschová, optik Wenzl Fritsche a obuvník Josef Schneider. Ve 20. letech 20. století k těmto přibyl ještě kloboučník Vinzenz Zahn a otevřena byla také cukrárna patřící Hansi Ullerspergerovi. Po druhé světové válce se v domě nacházela provozovna obchodu Elektra, obchod s textilem, s šicími stroji, koly a kočárky a prodejna rádií a televizí s opravnou.

## Prior
Obchodní dům Prior byl otevřen 1. prosince 1986. V přízemí se nacházela prodejna průmyslového zboží a předváděcí prostory. V 1. patře se nacházela prodejna oblečení a nakonec ve 2. patře centrální sklad. Celkem zde pracovalo 220 zaměstnanců a hned první den zde nakoupilo 5000 zákazníků z Čech i Německa. Jednalo se o druhý největší obchodní dům v Západočeském kraji, v Chebu nahradil zastaralý obchodní dům Hraničář.

## Současný stav
V domě stále sídlí prodejna řetězce Prior. V přízemí se nachází supermarket Albert.